# روی راجرز
روی راجرز (انگلیسی: Roy Rogers؛ ۵ نوامبر ۱۹۱۱ – ۶ ژوئیهٔ ۱۹۹۸) یک موسیقی‌دان اهل ایالات متحده آمریکا بود. وی بین سال‌های ۱۹۳۲ تا ۱۹۹۸ میلادی فعالیت می‌کرد.

## نگارخانه

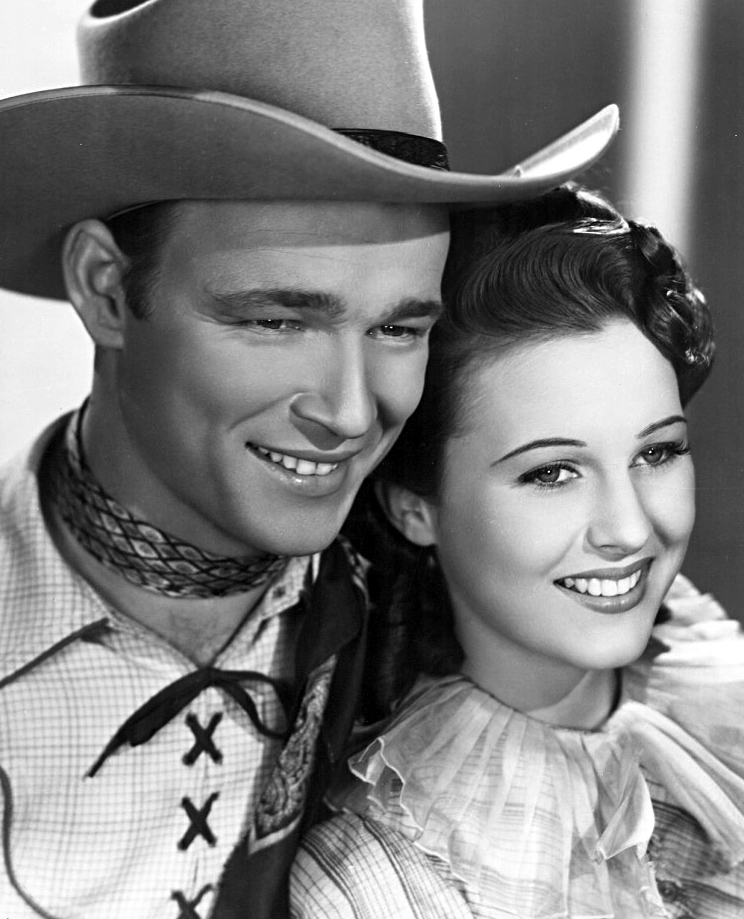

## گزیده فیلم‌شناسی
- بیگ شو (۱۹۳۶)
- بوفالو بیل جوان (۱۹۴۰)
- کلرادو (۱۹۴۰)
- آیداهو (فیلم ۱۹۴۳) (۱۹۴۳)
- دره سن فرناندو (۱۹۴۴)
- برزیل (۱۹۴۴)
- یوتا (۱۹۴۵)
- زمان ملودی (۱۹۴۸)
- مسیر گرند کنیون (۱۹۴۸)